# Süderschanzen-Denkmal

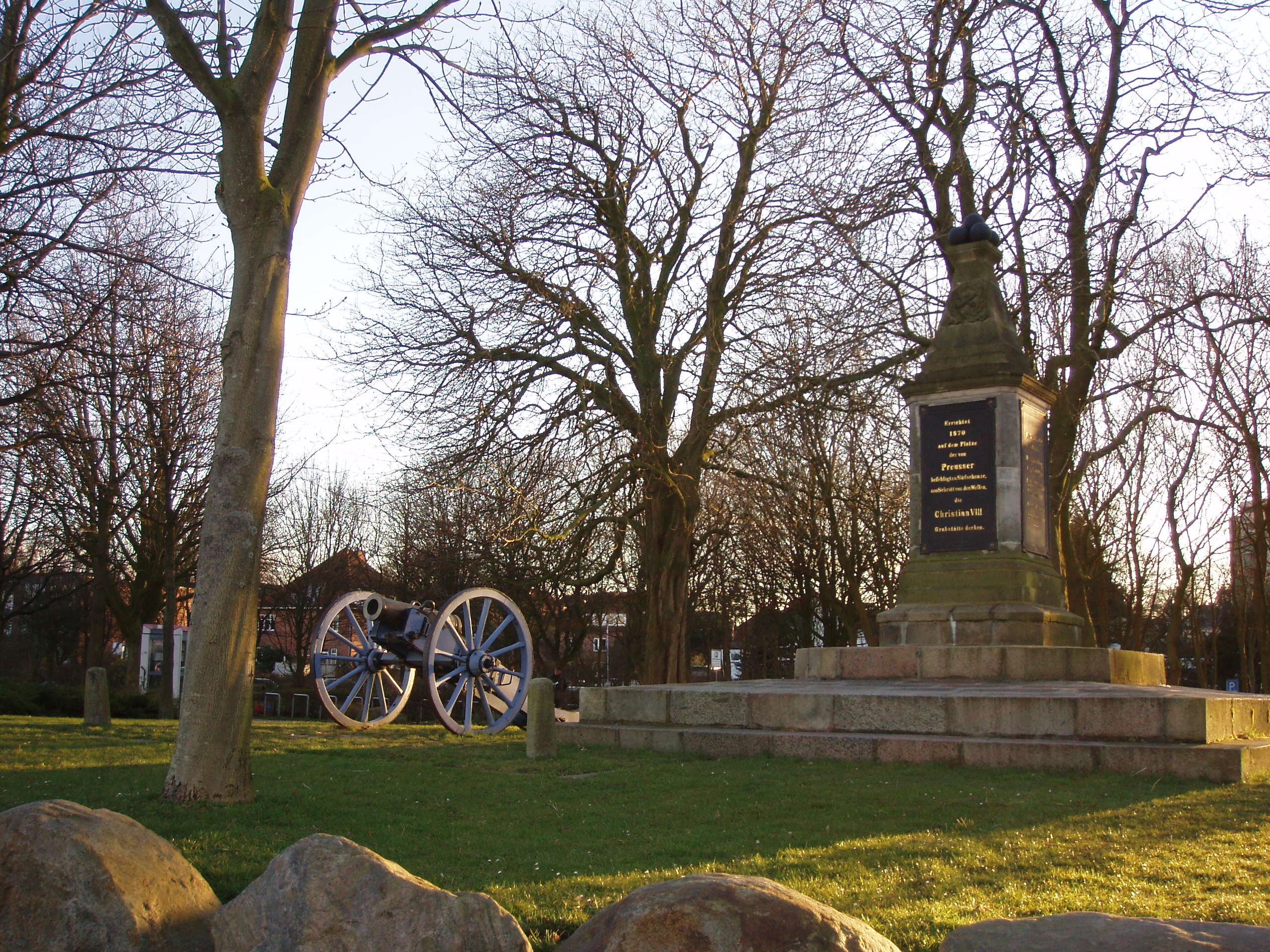
Das Süderschanzen-Denkmal

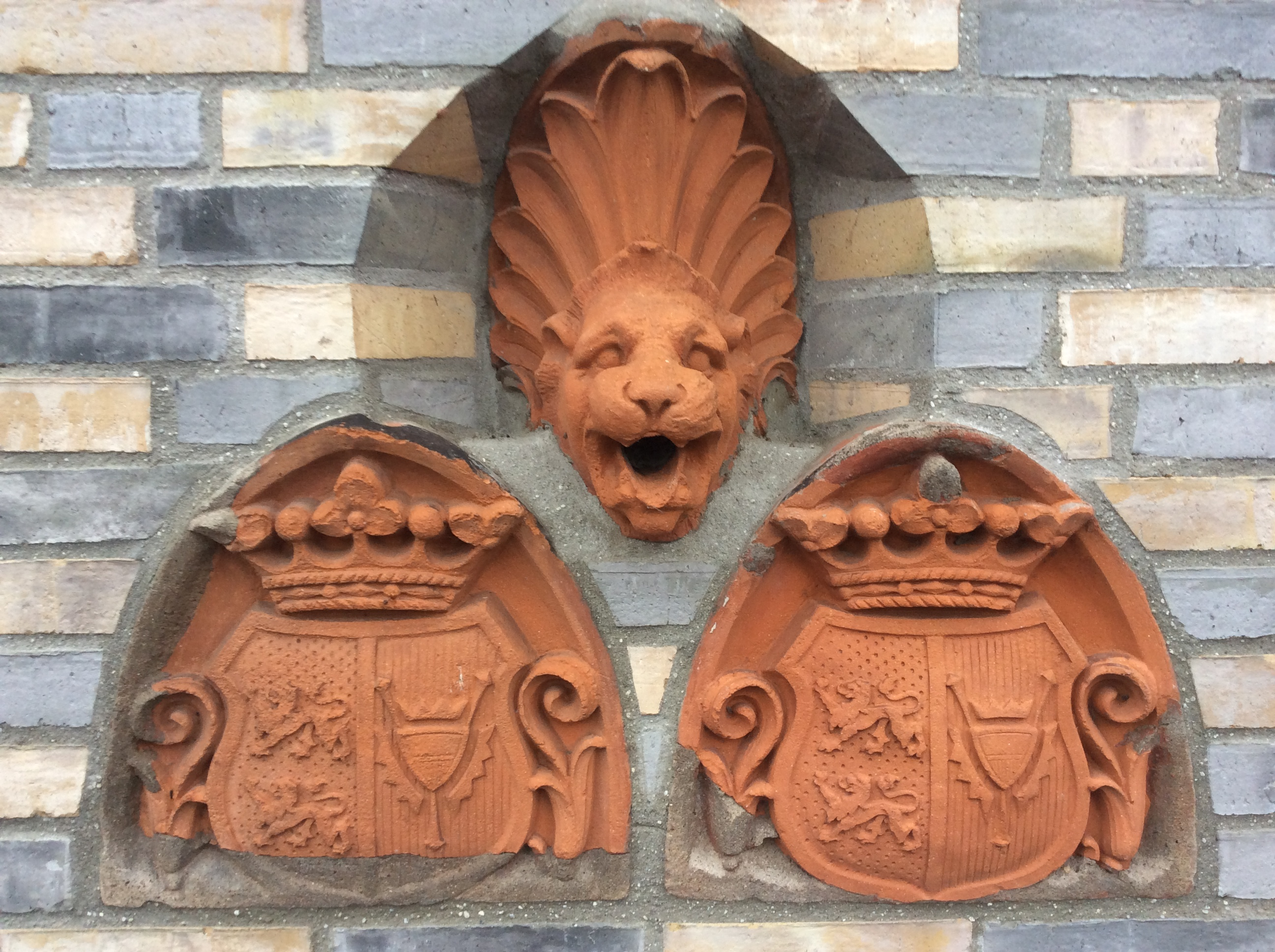
Spolien des Baldachins des Süderschanzen-Denkmals

Das  Süderschanzen-Denkmal in Eckernförde ist ein Kulturdenkmal und als solches im „Verzeichnis der eingetragenen Kulturdenkmale des Landes Schleswig-Holstein (außer Lübeck)“ eingetragen.

## Geschichte
Das Denkmal wurde zur Erinnerung an das Gefecht von Eckernförde am 5. April 1849 im Schleswig-Holsteinischen Krieg 1869/70 durch Germano Wanderley an der Stelle errichtet, an der im Krieg die Süderschanze (oder: Südbatterie) nur wenige Meter von der Eckernförder Bucht entfernt eingerichtet war. Enthüllt wurde das Denkmal am 10. Juli 1870. Es besteht in seiner heutigen Form aus einem Obelisken, dessen Spitze Kanonenkugeln bilden. Daneben ist eine alte Kanone aufgestellt. Ursprünglich besaß das Denkmal noch einen Baldachin-Überbau. Die Ostseesturmflut am 13. November 1872 zerstörte jedoch diesen Bau. Germano Wanderley schuf auch das Norderschanzen-Denkmal, das am selben Tag wie das Süderschanzen-Denkmal enthüllt wurde.

## Sonstiges
Der Standort des Denkmals ist heute innerhalb des Eckernförder Kurparkes, in dem auch der Gefion-Brunnen an das Gefecht von Eckernförde erinnert.